# Myōe
 (décembre 2023).
Myōe (明恵, 1173–1232) est un moine bouddhiste japonais de l'école Shingon, également connu sous le nom Kōben (高弁), contemporain de Jōkei et de Honen. Il a cherché à revitaliser l'école Kegon au Japon.

## Biographie

### Jeunesse
Né dans la province de Kii (aujourd'hui préfecture de Wakayama), au sein de la famille Yuasa (湯浅), qui se disait descendante d'une branche du clan Fujiwara, il se retrouve orphelin à l'âge de huit ans. Il vécut alors chez un oncle maternel qui était moine Shingon au Jingo-ji, temple situé au nord-ouest de Kyoto. En 1188, il est ordonné moine au Todai-ji, à Nara, prenant le nom de Jōben, qu'il changera plus tard pour celui de Kōben. Après cela, il étudie le Shingon, le Kegon et le Mikkyō dans l'un des temples qui dépendaient de Tōdai-ji. 
Par deux fois, il tente de se rendre en Inde, en 1203 et 1205. Mais ces voyages restent à l'état de projet: pour le premier, le kami du sanctuaire Kasuga-taisha associé au clan Fujiwara le presse, par le biais d'un oracle, de ne pas quitter le Japon; et au moment de sa seconde tentative, il tombe malade. Mais Myoe pense que cette fois également Kasuga lui déconseille de partir, et il renonce donc à ce voyage.

### Abbé du Kōzan-ji.
En 1206, l'empereur Gotoba lui offre un terrain pour bâtir un temple dans la région de Kyoto, lui enjoignant d'y revivifier l'étude de la doctrine Kogen: ce sera le Kōzan-ji (高山寺). Un an plus tard, l'empereur le nomme responsable du Sonshō-ji, dans l'espoir que Myoe se fasse l'avocat du Kegon. Tout en acceptant ces offres, Myoe se montrera peu diligent, et vivra plusieurs années dans un ermitage. Ce n'est qu'en 1219 qu'il bâtira le bâtiment principal du Kozan-ji.

### Mort
En 1231, le clan Yuasa l'invite à inaugurer le temple de Semui-ji dans sa ville natale de la province de Kii. Le lendemain de la cérémonie, le 19 janvier 1232, il meurt, à l'âge de 58 ans. 

## Pensée
Myoe est ordonné à la fois dans l'école du bouddhisme Shingon et dans l'école Kegon[réf. nécessaire]. Dans le Japon médiéval il n'est pas rare pour les moines d'être ordonnés dans de multiples lignées confessionnelles, et pendant la plus grande partie de sa carrière, il signe indifféremment ses traités et sa correspondance en tant que moine d'une ou l'autre école. 

### Le mantra de la lumière
Myōe est sans doute surtout connu pour ses contributions à la pratique et la vulgarisation du mantra de la lumière, mantra associé au bouddhisme Shingon mais largement utilisé dans d'autres sectes bouddhistes. Il croit fermement à la théorie de la fin du dharma, et promeut donc la pratique du mantra de la lumière, sur la signification et l'utilisation duquel il écrira beaucoup durant les dernières années de sa vie. Il donne cependant de ce mantra une interprétation assez peu orthodoxe, car il voit dans ce mantra comme un moyen de renaissance dans la terre pure d'Amitabha, plutôt que comme une pratique visant à atteindre l'éveil dans sa vie, comme l'enseignent Kūkai et d'autres

### Revivificateur
Myōe est également célèbre pour le journal de ses rêves, qu'il a tenu pendant plus de quarante ans (texte qui fait l'objet de traductions et d'études approfondies menées par des spécialistes du bouddhisme), ainsi que pour ses efforts, avec Jōkei, visant à relancer la discipline monastique. 

### Un moine critique et exigeant
Myoje s'est montré très critique envers les nouvelles écoles de bouddhisme qui apparaissaient à cette époque au Japon, et particulièrement envers Hōnen, fondateur de l'école Jodo shū, et sa relecture de la doctrine de la Terre pure. Face à  à la popularité croissante de la pratique exclusive de l'invocation du Bouddha (nenbutsu ou nianfo), Myōe écrit en 1212 le Zaijarin (摧邪輪, « Réfutation du faux Véhicule ») qui attaque réfuter l'enseignement de Hōnen exposé dans le Senchakushū (en) « Anthologie de sélections [sur le Nenbutsu et le vœu originel] », qui fut un des textes les plus influents sur la pratique du nenbutsu.
Myōe s'associe à la critique de l'establishment par Hōnen, mais estime que la pratique exclusive du nianfo est trop restrictive et méconnaît d'importantes notions du bouddhisme Mahayana tels que la bodhicitta et l'upāya. Néanmoins, Myōe déplore qu'il faille rédiger des  traités comme le Zaijarin , déclarant à ce propos : « Par nature, je suis peiné par ce qui est nuisible. C'est ce que je ressens en écrivant le Zaijarin. »
Myōe est tout aussi critique envers la discipline laxiste et de la corruption de l'establishment bouddhiste, et autant que possible, il reste à l'écart de la capitale Kyoto. Un jour, afin de prouver sa détermination à suivre la voie bouddhique, Myoe s'agenouilla devant une image du Bouddha à Kōzan-ji et se trancha une oreille. La tache de sang serait encore visible dans le temple aujourd'hui. 

### Discipline et pragmatisme
Les archives de l'époque montrent que les pratiques quotidiennes des moines de Kozan-ji, sous de l'administration de Myōe, comprenaient la méditation zazen, la récitation des sutras et le mantra de lumière. Ces mêmes documents montrent que même des activités telles que le nettoyage des salles d'eau et des toilettes sont très régulières. Une tablette de bois portant le titre Arubekiyōwa (阿留辺畿夜宇和, « approprié ») est encore accrochée dans le coin nord-est de la salle Sekisui'in au temple Kōzan-ji, détaillant diverses réglems.
Dans le même temps, Myōe est aussi pragmatique, et il adoptait souvent des pratiques d'autres sectes bouddhiques, notamment zen, si elle s'avéraient utiles. Il croiyait fermement en l'importance des « moyens habiles » (upāya) et cherchait à fournir un ensemble varié de pratiques pour les moines et les laïcs. Par ailleurs, il a développé de nouvelles formes de mandalas qui n'utilisaient que la calligraphie japonaise et l'écriture sanskrite appelée siddham. Des styles similaires sont utilisés par Shinran et Nichiren. Le style particulier du mandala qu'il conçoit et les rituels de dévotion qui l'entourent, sont enregistrés dans son traité, le Sanji Raishaku (« Culte trois fois par jour ») écrit en 1215.

## Réglementation monastique promulguée par Myōe
Sur la tablette en bois du temple Kōzan-ji mentionnée plus haut, Myōe énumère les règles suivantes, destinées à tous les moines et divisées en trois sections :
- Comme approprié
  - 18:00 - 20:00 : liturgie : Yuishin kangyō shiki (« Manuel sur la pratique de la seule contemplation de l'esprit »)
  - 20:00 - 22:00 : pratiquez une fois; chantez le Sambōrai  (« Vénération des Trois Trésors »).
  - 10:00 - 12:00 : zazen (méditation assise). Comptez vos respirations.
  - 00:00 - 06:00 : repos pendant trois périodes [de deux heures].
  - 06:00 - 08:00 : une méditation en marchant. (L'inclusion ou l'exclusion doit être appropriée à la circonstance). Liturgie : Rishukyō raisan (« Repentir rituel basé sur le Sutra du Sens Ultime du Principe ») et d'autres analogues.
  - 08:00 - 10:00 : Sambōrai. Chantez les Écritures pour le petit-déjeuner et entonnez le Kōmyō Shingon (mantra de la lumière) quarante-neuf fois.
  - 22:00 - 00:00 : zazen. Comptez vos respirations.
  - 10:00 - 14:00 : déjeuner. Chantez le Goji Shingon (« mantra des Cinq Syllabes ») cinq cents fois.
  - 14:00 - 16:00 : étude ou copie des Écritures.
  - 16:00 - 18:00 : rencontre avec le maître (Myōe) et discussion de questions essentielles.
- Étiquette dans la salle d'étude du temple
  - Ne laissez pas de chapelets (nenju) ou de gant sur les Écritures.
  - Ne laissez pas les textes « sōshi  »[reliés] sur ses coussins de méditation ronds (zafu) ou sur les coussins de la taille d'un demi tatami [placés sous les coussins ronds (zafuton)].
  - Pendant l'été, n'utilisez pas l'eau quotidienne pour mélanger l'encre.
  - Ne placez pas d'Écritures sous le bureau.
  - Ne léchez pas le bout des pinceaux.
  - Ne vous penchez pas pour atteindre quelque chose en étendant la main au-dessus des Écritures.
  - N'entrez pas [dans la salle] en portant seulement la robe blanche qui fait office de sous-vêtement.
  - Ne vous allongez pas.
  - Ne comptez pas [les pages] en vous humectant les doigts de salive. Placez une feuille de papier supplémentaire sous chaque feuille de vos textes sōshi.
- Étiquette dans la salle de l'autel du Bouddha :
  - Portez les vêtements spécifiques pour essuyer l'autel, distincts de ceux que vous portezpour essuyer le Bouddha [statue].
  - Durant l'été (dès le premier jour du quatrième mois au dernier jour du septième mois), tirez de l'eau propre [du puits] matin et soir pour les offrandes d'eau.
  - Séparez les offrandes d'eau et les brûleurs d'encens destinés aux bouddhas et aux bodhisattvas de ceux destinés aux patriarches.
  - Lorsque vous êtes assis sur les demi coussins, ne vous inclinez pas en levant le menton.
  - Ne placez pas les mouchoirs et des éléments analogues sous les coussins de la taille d'un demi tatami [zafuton)].
  - Ne laissez pas vos manches toucher le seau des offrandes d'eau.
  - Ne mettez pas les anneaux [autel] sur le sol en bois, ils doivent être placés en hauteur.
  - Placez un tapis de paille à votre place habituelle.
  - Le sūtra ordinaire pour la récitation est un fascicule du Sūtra de l'ornementation fleurie (ou un demi fascicule). Les trois sūtra doivent être lus en alternance tous les jours.
  - Lorsque vous voyagez, vous devez les lire après votre retour.
  - Le Gyōganbon (« Chapitre sur la pratique et le vœu »), le Yuigyōkyō (Sūtra des derniers enseignement du Bouddha) et le Rokkankyō (« Sūtra en six fascicules ») doivent tous être lus en alternance, un fascicule par jour.

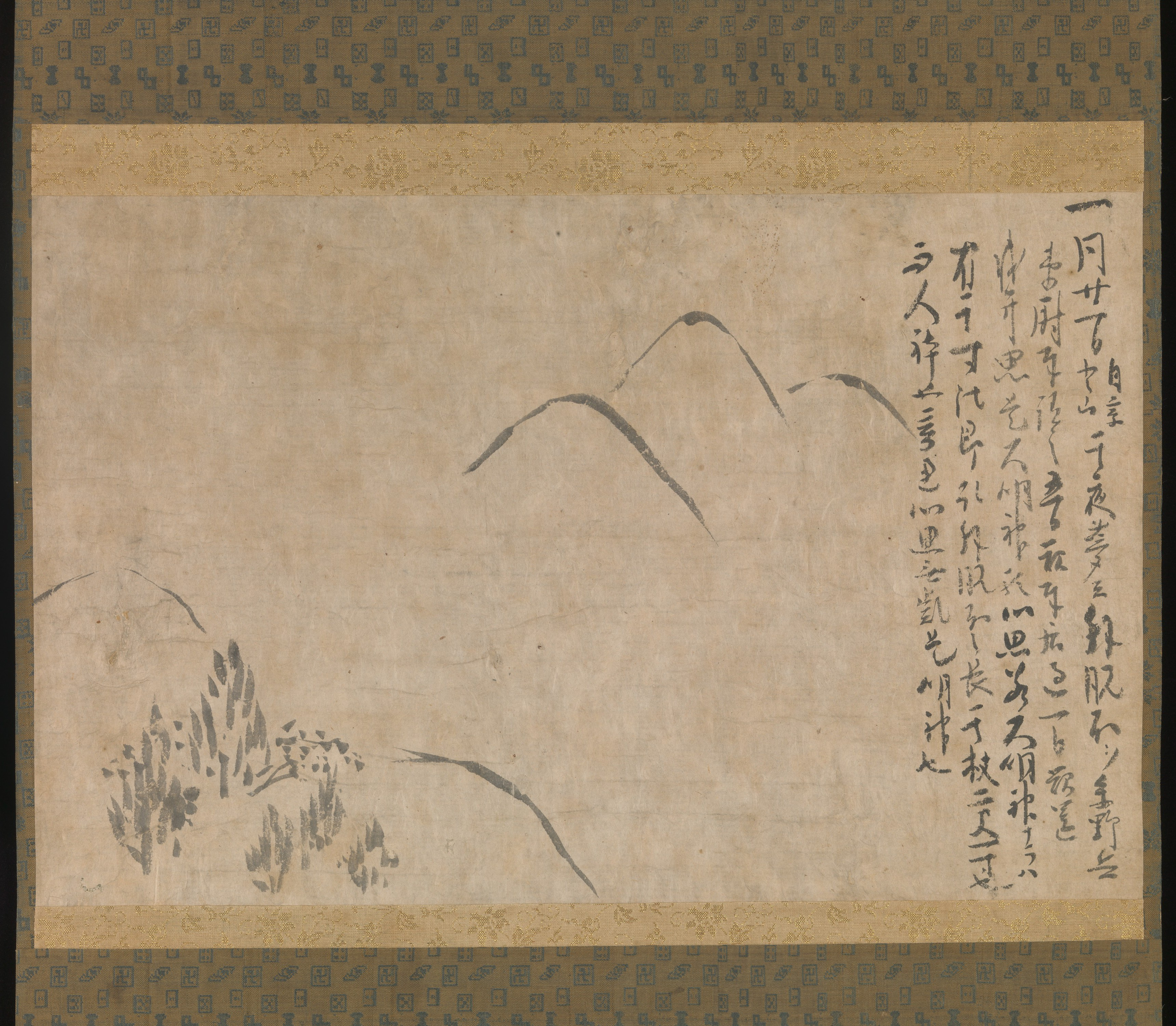
Page du Journal de mes rêves de Myoe, avec une esquisse. V. 1203 - 1210 New York, Metropolitan Museum of Art.